# Libochůvka
Die Libochůvka, auch Libochovka genannt, ist ein kleiner Fluss in Mähren in Tschechien. 

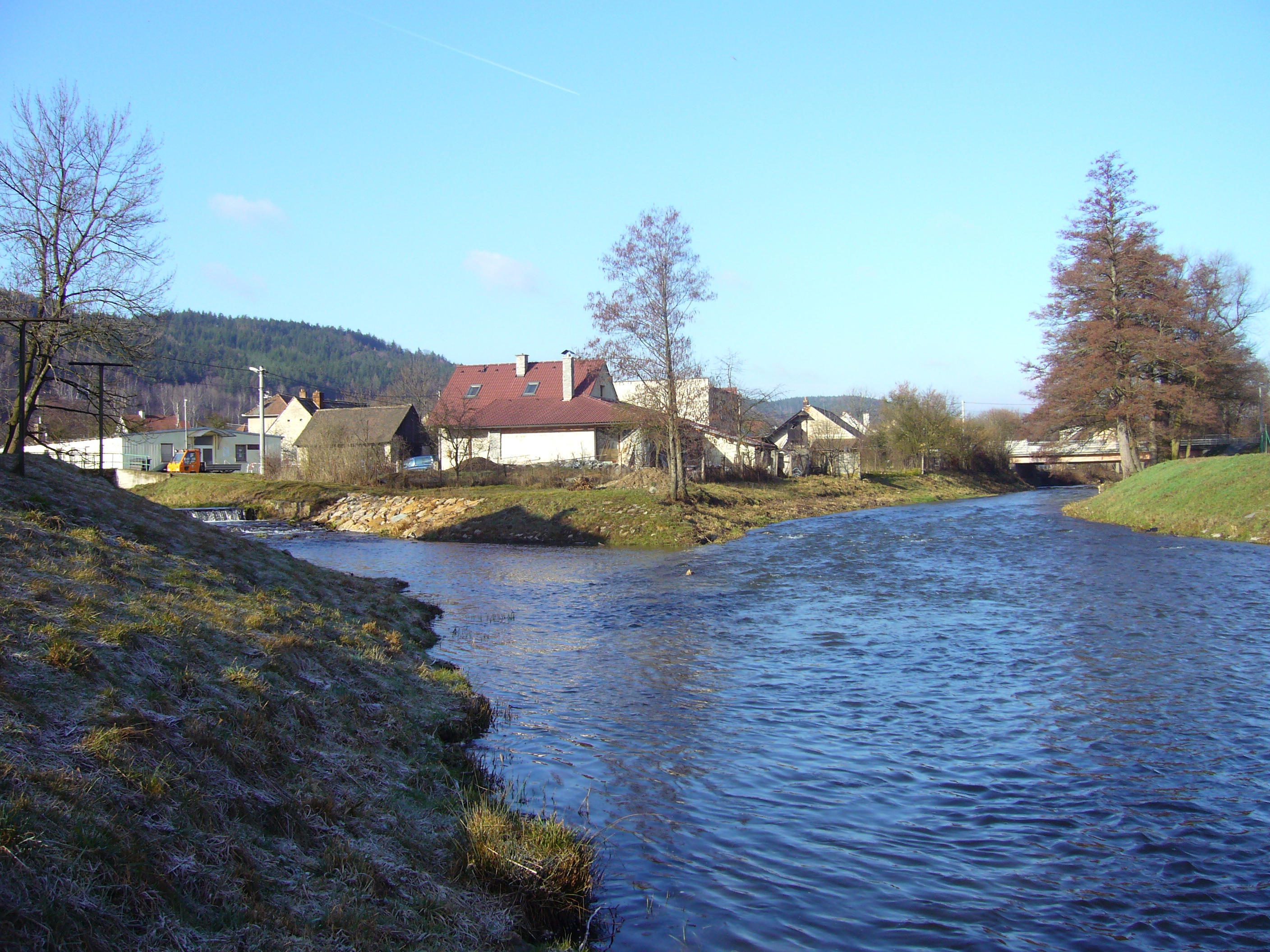
Mündung der Libochůvka in die Bobrůvka

## Daten
Die Länge des Flusses beträgt 35,9 km, das Einzugsgebiet 146,6 km².  
Der Wasserdurchfluss bei Kuřimské Jestřabí (etwa 2 km vor der Mündung in Bobrůvka) beträgt 0,56 m³/s.

## Verlauf
Die Quelle der Libochůvka liegt 1 km nordöstlich des Dorfes Dobrá Voda u Křižanova auf einer Höhe von 560 Metern. Im Tal des Flusses oder ganz in seiner Nähe liegen die Orte Kundratice, Vratislávka, Žďárec und Řikonín. An den Ufern befinden sich einige Burgen. Bei Dolní Loučky, am Fuße der Böhmisch-Mährischen Höhe, mündet die Libochůvka in die Bobrůvka, wodurch die Loučka entsteht.